# Бедфорд Таун
«Бедфорд Таун» — английский футбольный клуб, базирующийся в городе Бедфорд. В настоящее время клуб является членом Южной центральной лиги 1-го центра и играет в «Эйри» в Кардингтоне, деревне на окраине Бедфорда. Они являются действительными членами Футбольной ассоциации и присоединены к футбольной ассоциации округа Бедфордшир.

## Достижения

### В лигах
- Южная лига
  - Юго-восточный дивизион: Победитель 1958-59
  - Первый дивизион: Победитель 1969-70
  - Первый дивизион Север: Победитель 1974-75
  - Кубок лиги: Победитель 1980-81
- Истмийская лига
  - Второй дивизион: Победитель 1998-99
- Лига Южного Мидланда
  - Премьер дивизион: Победитель 1993-94
  - Первый дивизион: Победитель 1992-93

### В кубках
- Лучшее выступление в Кубке Англии: Четвертый раунд, 1963-64, 1965-66
- Лучшее выступление в ФА Трофи: Полуфинал, 1974-75
- Лучшее выступление в ФА Ваза performance: Пятый раунд, 1998-99.

## Сезоны
Выступления в последних 5 сезонах.
| Год     | Лига                             | Уровень | И  | В  | Н  | П  | З  | Пр  | Р   | О  | Место            | Кубок Англии | Кубок Англии | ФА Трофи | ФА Трофи | Средняя домашняя посещаемость |
| Год     | Лига                             | Уровень | И  | В  | Н  | П  | З  | Пр  | Р   | О  | Место            | Рнд          | ВНП          | Рнд      | ВНП      | Средняя домашняя посещаемость |
| ------- | -------------------------------- | ------- | -- | -- | -- | -- | -- | --- | --- | -- | ---------------- | ------------ | ------------ | -------- | -------- | ----------------------------- |
| 2011-12 | Премьер дивизион Южной лиги      | 7       | 42 | 15 | 10 | 17 | 60 | 69  | -9  | 55 | 10-й из 22       | 1-й кв.      | 0-0-1        | 1-й кв.  | 0-1-1    | 292                           |
| 2012-13 | Премьер дивизион Южной лиги      | 7       | 42 | 18 | 7  | 17 | 61 | 56  | +5  | 61 | 10-й из 22       | 1-й кв.      | 0-0-1        | 2-й кв.  | 1-0-1    | 289                           |
| 2013-14 | Премьер дивизион Южной лиги      | 7       | 44 | 6  | 6  | 32 | 46 | 114 | −68 | 24 | 22-й из 23 Вылет | 2-й кв.      | 1-0-1        | 1-й кв.  | 0-1-1    | 231                           |
| 2014-15 | Первый дивизион Центр Южной лиги | 8       | 42 | 13 | 8  | 21 | 62 | 72  | -10 | 47 | 17-й из 22       | Предв.       | 0-1-1        | 3-й кв.  | 3-1-1    | 197                           |
| 2015-16 | Первый дивизион Центр Южной лиги | 8       | 42 | 12 | 13 | 17 | 57 | 60  | -3  | 49 | 14-й из 22       | 1-й кв.      | 1-0-1        | 2-й кв.] | 1-0-1    | 206                           |